# Freccia del Brabante 2007
La Freccia del Brabante 2007, quarantasettesima edizione della corsa, valida come evento del circuito UCI Europe Tour 2007 categoria 1.1, fu disputata il 1º aprile 2007 per un percorso di 200 km. Fu vinta dallo spagnolo Óscar Freire, che fece uno storico tris consecutivo, al traguardo in 4h58'05" alla media di 40,650 km/h.
Dei 200 ciclisti alla partenza furono in 97 a portare a termine il percorso.

## Ordine d'arrivo (Top 10)
| Pos. | Corridore         | Squadra         | Tempo    |
| ---- | ----------------- | --------------- | -------- |
| 1    | Óscar Freire      | Rabobank        | 4h58'05" |
| 2    | Nick Nuyens       | Cofidis         | s.t.     |
| 3    | Kim Kirchen       | T-Mobile        | s.t.     |
| 4    | Enrico Gasparotto | Liquigas        | s.t.     |
| 5    | Karsten Kroon     | CSC             | s.t.     |
| 6    | Michael Boogerd   | Rabobank        | a 8"     |
| 7    | Björn Leukemans   | Predictor-Lotto | a 25"    |
| 8    | Christian Murro   | Tenax-Menikini  | a 28"    |
| 9    | Mario Aerts       | Predictor-Lotto | s.t.     |
| 10   | David Kopp        | Gerolsteiner    | a 35"    |